# Sudoł (Lubusz)
Pour les articles homonymes, voir Sudoł.
Sudoł (prononciation : [ˈsudɔu̯]) est un village polonais de la gmina de Czerwieńsk dans le powiat de Zielona Góra de la voïvodie de Lubusz dans l'ouest de la Pologne.
Le village comptait approximativement une population de 144 habitants en 2004.

## Histoire
Le nom allemand du village était Seedorf. De 1742 à 1945, Seedorf fait partie de l'arrondissement de Grünberg-en-Silésie dans le district de Liegnitz au sein de la province de Silésie.
Après la Seconde Guerre mondiale, avec les conséquences de la Conférence de Potsdam et la mise en œuvre de la ligne Oder-Neisse, le village est intégré à la République populaire de Pologne. La population d'origine allemande est expulsée et remplacée par des polonais.
De 1975 à 1998, le village appartenait administrativement à la voïvodie de Zielona Góra.

Depuis 1999, il appartient administrativement à la voïvodie de Lubusz